# عصوية ذهبية هنغارية
عصوية ذهبية هنغارية (الاسم العلمي: Chryseobacterium hungaricum) هي نوع من البكتيريا، سلبية الغرام، تتبع جنس عصوية ذهبية.